# Прендель Олександр Ромулович
Олександр Ромулович Прендель (1888—1970) — український зоолог, гідробіолог, паразитолог і епідеміолог, професор Одеського університету.

## Життєпис
У 1910 році закінчив Одеський університет, де відтоді працював з перервами на зоологічних кафедрах. Протягом 1924—1930 років — науковий співробітник науково-дослідної кафедри біології. У 1930—1933 роках — науковий співробітник сектора фауністики та екології Одеської філії Науково-дослідного Зоолого-біологічного інституту. Одночасно протягом 1930—1941 років — завідувач кафедри загальної біології Фармацевтичного інституту в Одесі. Водночас за сумісництвом працював завідувачем малярійного відділу Одеського бактеріологічного інституту протягом 1923—1941 років. У 1941—1944 роках — завідувач кафедр зоології та загальної біології Одеського університету, від 1944 року — завідувач університетської кафедри зоології хребетних.